# Sci di fondo agli VIII Giochi asiatici invernali - 30km TL maschile
La gara 30km a tecnica libera maschile si è svolta il 26 febbraio 2017 al Shirahatayama Open Stadium di Sapporo in Giappone.

## Risultati
| Rank | Atleta                    | Tempo     |
| ---- | ------------------------- | --------- |
| 1    | Akira Lenting             | 1:22:54.0 |
| 2    | Sergey Cherepanov         | 1:22:54.0 |
| 3    | Nikolay Chebotko          | 1:22:56.3 |
| 4    | Yerdos Akhmadiyev         | 1:22:59.4 |
| 5    | Naoto Baba                | 1:23:03.3 |
| 6    | Wang Qiang                | 1:23:07.8 |
| 7    | Magnus Kim                | 1:24:18.6 |
| 8    | Kim Eun-ho                | 1:24:35.5 |
| 9    | Kohei Shimizu             | 1:27:06.1 |
| 10   | Park Seong-beom           | 1:27:26.8 |
| 11   | Shang Jincai              | 1:29:28.7 |
| 12   | Hwang Jun-ho              | 1:29:28.7 |
| 13   | Wang Runzhe               | 1:31:55.2 |
| 14   | Batmönkhiin Achbadrakh    | 1:34:28.9 |
| 15   | Ben Sim                   | 1:35:06.4 |
| 16   | Jagdish Singh             | 1:36:43.5 |
| 17   | Mohamed Iliyas            | 1:41:08.7 |
| 18   | Jackson Bursill           | 1:48:13.7 |
| —    | Wei Meng                  | DNF       |
| —    | Baasansürengiin Amarsanaa | DNF       |
| —    | Sergey Malyshev           | DNS       |